# Big Five (psicologia)

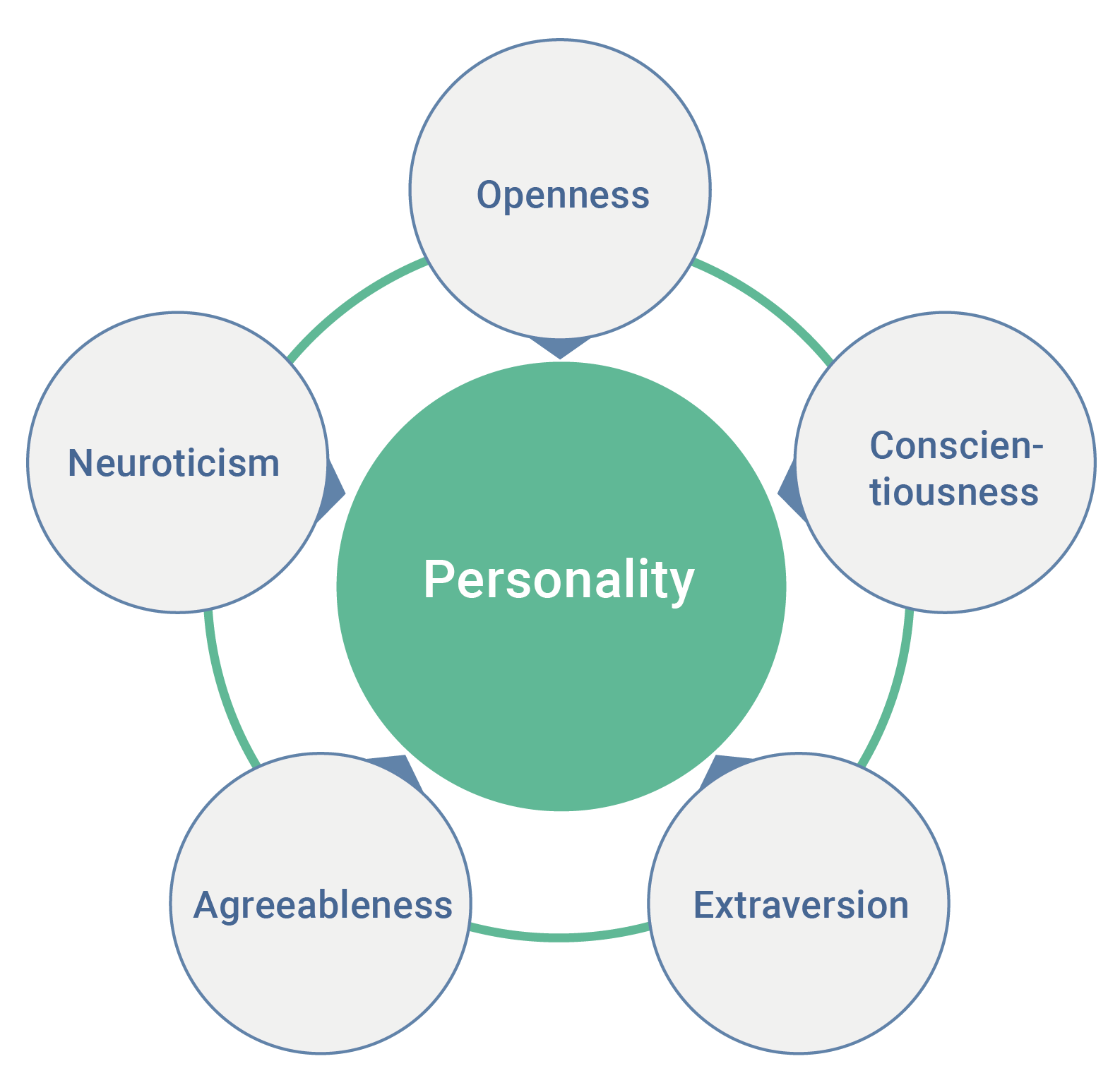
I cinque tratti di personalità secondo la teoria dei Big Five

La teoria dei Big Five è un modello tassonomico  che descrive la personalità attraverso cinque fattori o "tratti", intendendo per "tratti della personalità" delle modalità di pensiero, di attivazione emotiva e di comportamento piuttosto stabili nel tempo.
Queste cinque dimensioni non rappresentano una specifica prospettiva teorica, ma derivano dalla cosiddetta "ipotesi lessicale" che suggeriva che i tratti fondamentali della personalità umana venissero codificati e sedimentati nel linguaggio.
Si può considerare il modello a cinque fattori un paradigma dominante nella ricerca sulla personalità. Questa teoria ha portato a riformulazioni nuove e convincenti dei disturbi della personalità che hanno influenzato il DSM-V verso l'introduzione di una prospettiva dimensionale.

## Sviluppo e evoluzione della teoria
Nel 1936, seguendo il lavoro di Franziska Baumgarten in Germania, Gordon Willard Allport e Henry Sebastian Odbert condussero un primo studio lessicale basandosi sul dizionario Webster (il più comprensivo dizionario inglese in quel periodo) sui termini rilevanti per la descrizione della personalità. Inclusero tutti i termini che potrebbero essere usati per «distinguere il comportamento di un essere umano da quello di un altro».
Nel 1947 Hans Eysenck propose un approccio fattoriale che identifica le dimensioni caratterizzanti le differenze individuali attraverso analisi statistiche di tipo fattoriale.
Indipendentemente sempre negli anni '40 sia Raymond Cattell che Donald Fiske assumendo il vocabolario della lingua quotidiana come un serbatoio di descrittori delle differenze individuali, utilizzarono l'analisi fattoriale per esplorare lo studio lessicale svolto da Allport e Odbert.
Nel 1958 Ernest Tupes e Raymond Christal proposero un primo modello a cinque fattori presso la base aeronautica di Lackland in Texas, ma non raggiunse ricercatori e scienziati fino agli anni '80
Di fatto poi almeno quattro gruppi di ricercatori hanno poi lavorato indipendentemente sui tratti della personalità a partire dal linguaggio e hanno identificato principalmente gli stessi cinque fattori: Tupes e Christa, Goldberg presso l'Oregon Research Institute, Cattell presso l'Università dell'Illinois e Robert R. McCrae e Paul T. Costa che sviluppano un modello basandosi sul lavoro precedente di Warren T. Norman.
Questi quattro gruppi di ricercatori hanno utilizzato metodi leggermente diversi per individuare le dimensioni di personalità, questo si è tradotto in definizioni diverse dei cinque tratti.

## La teoria
Da queste linee teoriche di partenza, McCrae e Costa postulano cinque grandi dimensioni (Big Five) di personalità: l'estroversione-introversione, gradevolezza-sgradevolezza, coscienziosità-negligenza, nevroticismo-stabilità emotiva, apertura mentale-chiusura mentale (Lewis Goldberg, 1993). 
Tali dimensioni sono state individuate a partire da studi psicolessicali, secondo i quali l'uomo ha codificato in forma verbale tutte le esperienze significative per la comunità, comprese, in questo caso, parole che si riferiscono alle differenze individuali: le cinque dimensioni elencate, quindi, corrisponderebbero alle macro-categorie più usate, nel linguaggio, per descrivere le diversità tra individui.
Esse rappresentano il punto di convergenza delle strutture elaborate da numerosi modelli di misura dei tratti (vedi personalità e test di personalità): il 16PF (16 Personality Factor Questionnaire), il GZTS (Guilford Zimmerman temperament survey), l'EPQ (Eysenck Personality Questionnaire), il CPS (Comrey Personality Scales), il CPI (California Personality Inventory). Si discosta invece dall'MBTI (Myers-Briggs Type Indicator) che si basa sulla teoria dei tipi. La teoria dei tratti infatti considera ad esempio introversione ed estroversione come due estremi di un'unica linea continua: la popolazione si distribuirà in modo gaussiano su tale linea; la teoria dei tipi invece considera introversione ed estroversione come due poli d'attrazione: la distribuzione sarà quindi una distribuzione di Bernoulli.
La teoria dei Big Five è spesso adoperata per la valutazione della personalità nei contesti organizzativi, per l'attendibilità offerta da questa tipologia di test, detti "obbiettivi". 
La validità convergente dello strumento di misura basato su questa teoria è confermata dal fatto che essa è una sintesi di tutti gli strumenti di misura sopra citati.
La valutazione della personalità attraverso il modello dei Big Five può avvenire mediante la compilazione da parte del soggetto di un questionario (strutturato attraverso una Scala Likert), oppure mediante la valutazione della condotta in un contesto di simulazione (come ad esempio l'Assessment center). Sono state proposte anche riduzioni fattoriali sperimentali, di questi cinque fattori, in un modello ancora più ridotto, detto dei "Biggest Three".
La teoria dei Big Five consta di cinque dimensioni, emerse in numerosi contesti linguistici e culturali quali Italia, Stati Uniti, Germania, Paesi Bassi, Giappone, Filippine, Taiwan, mentre altri studi evidenziano come questi non emergano in paesi come la Cina. 
Lo strumento di misurazione validato da Costa e McCrae è il NEO-PI, nel quale i Big Five sono chiamati: Estroversione, Gradevolezza, Coscienziosità, Nevroticismo, Apertura all'esperienza.
Nel contesto italiano sono stati sviluppati diversi strumenti per la misurazione dei Big Five: il più rilevante per diffusione è il "Big Five Questionnaire", che è stato tradotto successivamente in altre lingue e trova largo impiego nelle procedure di selezione del personale.

## I cinque tratti
Questi tratti di personalità sono concepiti come costrutti bidimensionali, posti in un continuum, alle cui estremità si trovano caratteristiche opposte. In letteratura i cinque tratti vengono definiti in modi diversi. Nella misurazione italiana attraverso il Big Five Questionnaire-2 (BFQ-2) ogni dimensione è articolata in due sottodimensioni:
| Apertura mentale (⬌Chiusura all'esperienza) |                                     |
| Apertura alla cultura                       | Apertura all'esperienza             |
| Coscienziosità (⬌Inaffidabilità)            |                                     |
| Scrupolosità                                | Perseveranza                        |
| Estroversione / Energia (⬌Introversione)    |                                     |
| Dinamismo                                   | Dominanza                           |
| Gradevolezza o amicalità (⬌Antagonismo)     |                                     |
| Cooperatività/Empatia                       | Cordialità/Atteggiamento amichevole |
| Stabilità emotiva (⬌ Nevroticismo)          |                                     |
| Controllo delle emozioni                    | Controllo degli impulsi             |

## Critica
La critica principale che viene rivolta al modello del Big Five è l'eterogeneità eccessiva dei costrutti psicologici risultanti, che sembrano in effetti riferirsi a tipi di processi psicologici molto diversi e non coerenti tra loro.
Inoltre questi cinque grandi fattori sembrano non emergere in alcuni paesi, specialmente orientali.
Studi recenti hanno tuttavia mostrato che quest'ultimo approccio non deriva in modo lineare da quello dei tratti, ma costituisce una soluzione in cui vengono a confluire diverse tradizioni di ricerca. Oltre a ciò, occorre evidenziare che con i Big Five non si è ancora al livello di una teoria unificante, né si pretende con essi di rispondere alla varietà di quesiti che si sono dibattuti sulla nozione, sulle caratteristiche e sulle sfumature dei diversi aspetti della personalità.
Per tale ragione, pur esistendo ormai un'ampia letteratura scientifica dalla quale emergono, insieme a taluni rilievi, significativi riscontri di segno positivo, si preferisce oggi parlare non tanto di "teoria", quanto di "modello" dei Big Five.
Per quanto riguarda il BFQ (Big Five Questionnaire), lo strumento mostra delle evidenti debolezze psicometriche: il campione di standardizzazione non è molto grande ed è composto da soggetti di cultura medio-alta.
Non vi sono inoltre dati per giudicare gli item utilizzati, e l'analisi fattoriale che viene proposta nel manuale è stata svolta sui dati aggregati, cioè sulle risposte dei soggetti cumulate sulle sottoscale.
Nonostante questo procedimento sia stato giustificato dagli autori facendo riferimento alla letteratura di settore, questo non permetterebbe di affermare che la costruzione dello strumento sia stata fatta secondo i pieni criteri dell'analisi fattoriale.
Lo strumento presenta diversi vantaggi: è di semplice somministrazione, scoring, interpretazione, e gli item non sono particolarmente intrusivi.